# Orhan Tuş
Orhan Tuş (* 1931 in Istanbul) ist ein ehemaliger türkischer Boxer im Federgewicht.

## Erfolge
Er erreichte 1960 den ersten Platz bei den Balkanmeisterschaften in Istanbul und 1961 den zweiten Platz bei den Balkanmeisterschaften in Bukarest. Zudem ist er Bronzemedaillengewinner der Militärweltmeisterschaften 1955 in Kaiserslautern und der Europameisterschaften 1959 in Luzern.